# 大阪海運貨物荷役
大阪海運貨物荷役株式会社（おおさかかいうんかもつにやく、英称:Osaka Shipping Cargo Handling Co.,Ltd.）は、大阪市住之江区に存在した港湾荷役会社。
港湾荷役事業や貨物利用運送業を行っていた。

## 沿革
1944年（昭和19年）1月19日、大阪税関富島出張所構内において、輸入貨物・輸出貨物の搬出入作業を営むことを目的に資本金10万円を以て創業。
- 1944年（昭和19年）1月  大阪市西区にて「大阪海運貨物荷役株式会社」を創業。
- 1948年（昭和23年）5月  株式会社大運　富島倉庫における貨物搬出入作業開始。
- 1950年（昭和25年）8月  大阪港振興㈱富島上屋における貨物搬出入作業開始。
- 1951年（昭和26年）8月  港湾運送事業者登録　沿岸荷役事業　大阪第0033号
- 1961年（昭和36年）4月  大阪港振興㈱安治川上屋における沿岸荷役作業を開始。
- 1964年（昭和39年）8月  大阪海運貨物事業協同組合浮島上屋における沿岸荷役作業を開始。
- 1961年（昭和36年）11月  大阪港における沿岸荷役事業免許　大阪港　第四種　五六号
- 1972年（昭和47年）6月  大阪海運貨物事業協同組合南港上屋における沿岸荷役作業を開始。
- 1998年（平成10年）4月  兵機海運株式会社大阪物流センターにおける沿岸荷役作業を開始。
- 2009年（平成21年）6月  第一種貨物運送利用事業
- 2010年（平成22年）3月  大商海運株式会社化学品センターにて荷役作業開始。
- 2011年（平成23年）9月  第一種貨物自動車運送事業を開始。
- 2012年（平成24年）1月  第一種貨物自動車運送事業を関連会社（大阪海運貨物㈱）譲渡。
- 2012年（平成24年）6月  本社事務所を移転。
- 2013年（平成25年）9月  会社清算。